# Барабошкин, Алексей Павлович
Алексей Павлович Барабошкин (5 (18) октября 1900 года, дер. Морушкино, Рыбинский уезд, Ярославская губерния — 13 ноября 1946 года, Николаев) — советский военный деятель, полковник (1938 год).

## Начальная биография
Алексей Павлович Барабошкин родился 5 (18) октября 1900 года в деревне Морушкино ныне Рыбинского района Ярославской области.
Работал подручным токаря в механических мастерских водного транспорта Северо-Западного речного пароходства.

## Военная служба

### Гражданская война
15 октября 1919 года в Новгороде призван в ряды РККА по комсомольской мобилизации и направлен в формировавшийся комсомольский отряд, который вскоре был передислоцирован в Валдай, а А. П. Барабошкин переведён в запасной стрелковый полк, дислоцированный в Петрограде, а в феврале 1920 года — на учёбу на 1-е советские Московские пулемётные курсы. В июне того же года в составе 2-го Московского полка (Сводная бригада курсантов) пулемётчиком направлен на Южный фронт, где принимал участие в боевых действиях против войск под командованием П. Н. Врангеля. В ноябре 1920 года вернулся на учёбу.

### Межвоенное время
16 марта 1921 года 1-е советские Московские пулемётные курсы были преобразованы в Объединённую военную школу имени ВЦИК с дислокацией в Москве, которую А. П. Барабошкин окончил в октябре 1922 года направлен в Петроградский военный округ, где назначен на должность командира взвода в составе 29-го стрелкового полка (11-я стрелковая дивизия), в марте 1923 года — на должность командира взвода (Петроградский крепостной район), а с октября 1924 года служил в составе отдельной пулемётной роты в Карельском участке на должностях командира взвода и роты.
С сентября 1925 года служил командиром взвода в полковой школе 33-го стрелкового полка (11-я стрелковая дивизия, Ленинградский военный округ), с февраля 1926 года — командиром взвода в составе 1-й Ленинградской пехотной школы имени Э. М. Склянского, а с октября того же года — командиром пулемётной роты в 128-м стрелковом полку (43-я стрелковая дивизия), дислоцированном в Торопце. В декабре 1927 года А. П. Барабошкин направлен на учёбу на курсы «Выстрел», после окончания которых в марте 1928 года вернулся в 128-й стрелковый полк, в составе которого служил на должностях командира пулемётной роты и командира батальона.
В октябре 1929 года назначен на должность начальника 3-й части штаба 1-го стрелкового корпуса, дислоцированного в Новгороде, а в ноябре 1937 года — на должность командира батальона в составе 158 стрелкового полка (56-я стрелковая дивизия).
В марте 1938 года майор А. П. Барабошкин направлен в спецкомандировку, после возвращения из которой в марте 1939 года назначен на должность командира 32-го стрелкового полка (11-я стрелковая дивизия), находясь на которой, принимал участие в ходе советско-финской войны в боевых действиях в составе Южной группы 8-й армии, в том числе по деблокированию находившихся в окружении 18-й и 168-й стрелковых дивизий и 34-й танковой бригады. В июне 1940 года 11-я стрелковая дивизия участвовала в ходе присоединения Эстонии, после чего дислоцировалась в Нарве (Прибалтийский военный округ), откуда 19 июня 1941 года начала выдвижение к советско-германской границе.

### Великая Отечественная война
На начало войны 11-я стрелковая дивизия находилась на марше, была включена в состав 11-го стрелкового корпуса (8-я армия, Северо-Западный фронт), после чего направлена в район Шяуляя с целью занять оборонительный рубеж, где с 23 июня вела боевые действия. 24 июня полковник А. П. Барабошкин был ранен, после чего лечился в госпитале.
После выздоровления 29 сентября назначен на должность командира 1144-го стрелкового полка в составе 340-й стрелковой дивизии, которая формировалась в городе Балашов (Саратовская область). С завершением формирования в конце ноября дивизия была направлена на Западный фронт, где включена в состав 50-й армии, после чего с 4 декабря вела боевые действия в ходе Тульской, Калужской и Ржевско-Вяземской наступательных операций, в ходе последней 20 января 1942 года вновь был ранен, после чего лечился в эвакогоспитале в Орске.
После выздоровления с 8 августа 1942 года полковник А. П. Барабошкин находился в распоряжении Главного управления кадров НКО и 20 августа назначен на должность командира 256-й стрелковой дивизии, переформировавшейся в Вологде и 21 сентября направленной на Волховский фронт, где с 1 октября вела оборонительные боевые действия на рубеже Нижняя Шальдиха — Поляна.
14 марта 1943 года переведён на должность командира 11-й стрелковой дивизии, однако 14 июля направлен на учёбу на ускоренный курс при Высшей военной академии имени К. Е. Ворошилова, после окончания которого 8 декабря направлен в распоряжение Военного совета Забайкальского фронта, однако из-за тяжёлой болезни находился на лечении в Москве и 18 мая 1944 года назначен на должность командира формировавшейся в г. Ялуторовск (Омская область) 3-й учебной стрелковой бригады, которая 26 мая того же года была передислоцирована в Николаев (Одесский военный округ) и 17 июня преобразована в 35-ю учебную стрелковую дивизию.

### Послевоенная карьера
После окончания войны находился на прежней должности. В ноябре 1945 года дивизия была расформирована, а полковник Алексей Павлович Барабошкин зачислен в распоряжение Военного Совета Одесского военного округа и 30 августа 1946 года вышел в отставку. Умер 13 ноября того же года в Николаеве.

## Награды
- Орден Ленина (21.02.1945);
- Три ордена Красного Знамени (10.09.1940, 25.03.1942, 03.11.1944);
- Орден Красной Звезды (22.02.1938);
- Медали.